# Cathédrale catholique Saint-Patrick d'Armagh
Cette  cathédrale n’est pas la seule cathédrale Saint-Patrick.
La cathédrale Saint-Patrick de l'Église catholique romaine d'Armagh, en Irlande du Nord, est construite pour remplacer la cathédrale médiévale Saint-Patrick, récupérée par l’Église d'Irlande lors de la Réforme protestante. Elle est le siège de l'archidiocèse d'Armagh, primat d'Irlande. La cathédrale est dressée en haut d’une colline, tout comme sa prédécesseure et possède deux flèches jumelles.

## Architectes
C’est un curieux exemple de bâtiment important ayant changé à la fois d’architecte et de style architectural à la moitié de sa construction. La partie basse est dessinée en 1838 en gothique perpendiculaire anglais par Thomas Duff de Newry ; la moitié haute est dessinée en 1853 dans un style néogothique français par James Joseph McCarthy (en) de Dublin. De plus, la décoration intérieure, qui profite des structures en conflit de ces deux architectes, est réalisée en partie en 1904 par Ashlin & Coleman de Dublin, et en partie en 1972 par McCormick, Tracey and Mullarkey de Derry.

## Site

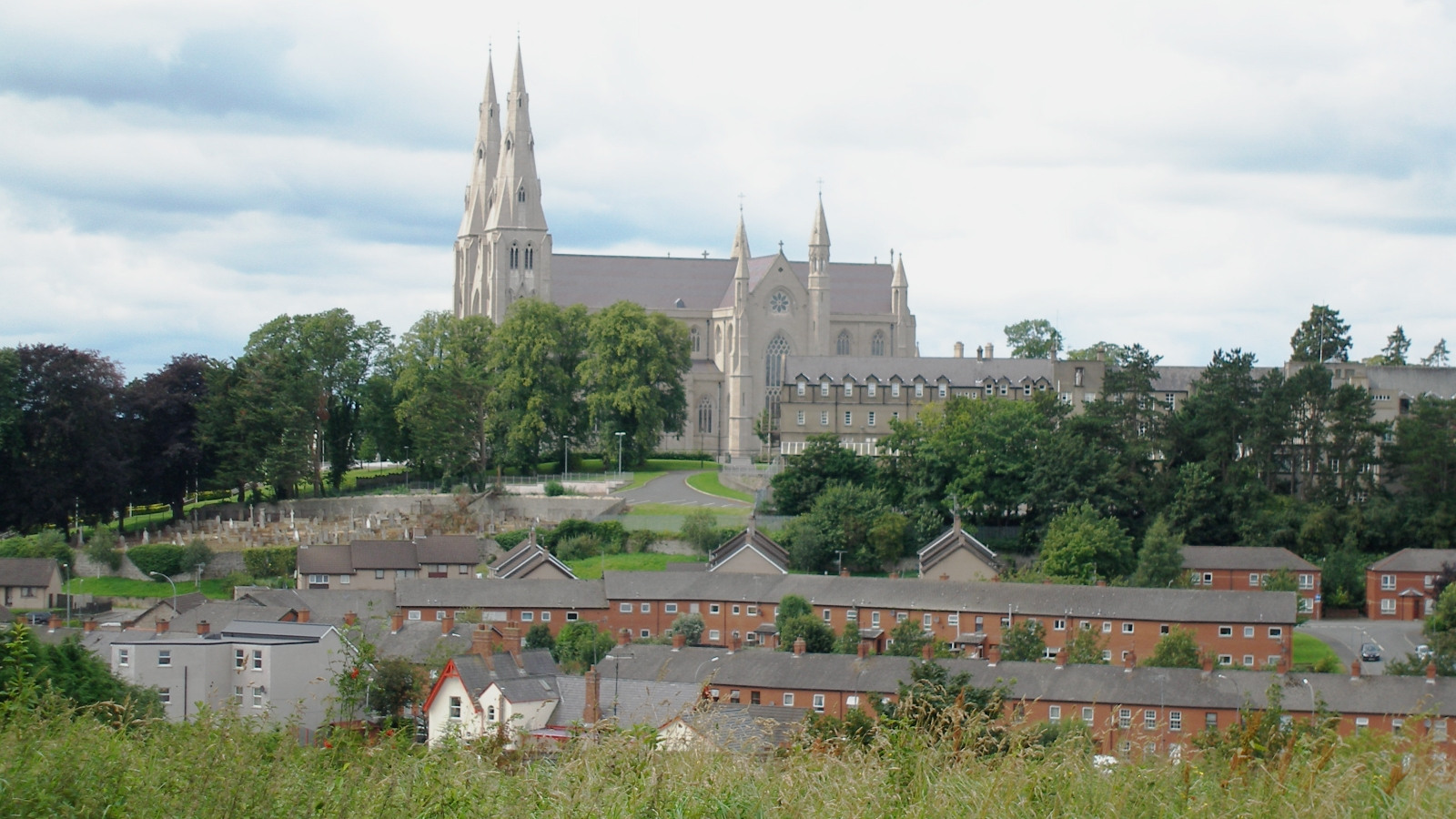
La cathédrale vue du côté sud.

L’archevêque William Crolly (1835 – 1849) a négocié le site actuel pour l’Église catholique de Saint-Patrick avec le Earl de Dartrey. Le premier architecte a été Thomas J. Duff de Newry. Galloway[Qui ?] suggère que sa réussite dans l’église catholique de Saint-Patrick, comme dans celle de Saint-Colman à Newry, consacrée en 1829, « a probablement mené la commission a lui faire projeter la cathédrale de Armagh ». Contrairement à son associé, Thomas Jackson, Duff était lui-même catholique. D’après le Guide 1905[Quoi ?], « 34 pieds des murs ont été construits pour 26 000 £, Dr Crolly ayant lui-même supervisé le travail avec l’aide de plusieurs contremaitres. »

## Construction et levée de fonds
Le travail de construction a commencé officiellement le jour de la Saint-Patrick de 1840 avec la bénédiction et la pose de la première pierre, et s’est continué avec des coupures occasionnelles jusqu’à l’année 1904 qui vit sa cérémonie solennelle de consécration. L’un des plus longs arrêts de la construction a eu lieu durant les années de la Grande famine ; le spectre de la famine se profilant sur le territoire, les fonds ont été réorientés vers la lutte contre la faim. Cependant, le choléra a touché le primat lui-même, et en 1849 son corps est enterré — à sa demande — sous le sanctuaire de sa cathédrale non-terminée. Duff lui aussi mourut en 1848 ; ce n’est qu’en 1853 qu’un nouveau comité de construction se forme.

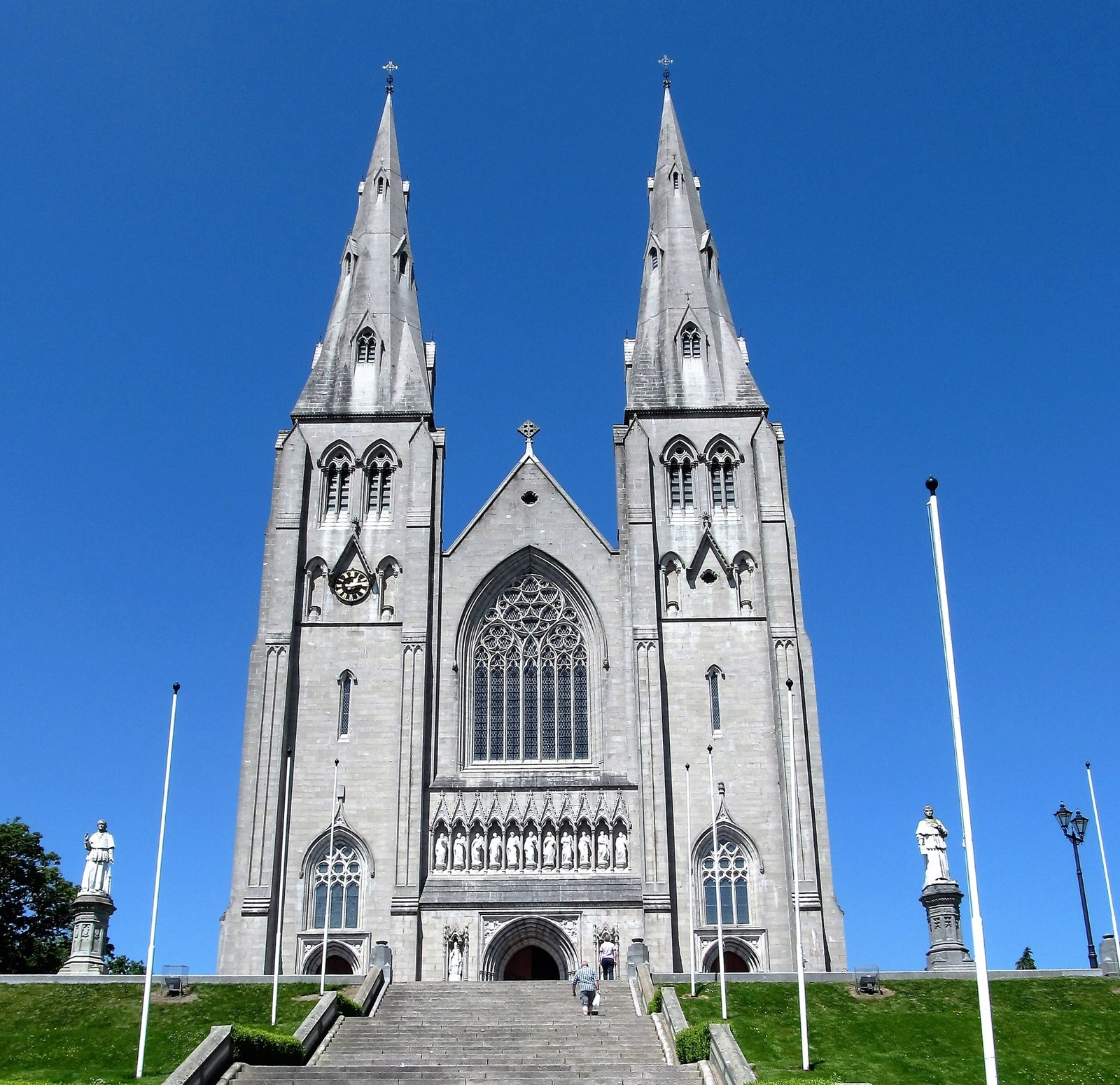
La cathédrale Saint-Patrick.

Les travaux du nouvel architecte ne débutent qu’en 1854. Le primat Joseph Dixon (1852 – 1866) surnomme le lundi de Pâques 1854 « le lundi de Reprise ». Des aides financières pour la cathédrale sont venues de l’autre côté de l’Atlantique, et pour obtenir des fonds supplémentaires, Dixon décide d’organiser une grande vente aux enchères.
« Le Premier Bazar » de 1865 est devenu un mot familier à Armagh, pas seul pour sa réussite matérielle (plus de 7 000 £ ont été soulevées, une somme remarquable pour l'époque), mais aussi pour le caractère unique de certains des prix. Le pape Pie IX a ainsi envoyé une sculpture d’ivoire de Raphaël, Madonna Di Foligno.
L’empereur d’Autriche a transmis à une table de marqueterie rares spécialement conçu pour l'occasion, tandis que Napoléon III a choisi dans les suites des Tuileries deux magnifiques vases de Sèvres. Un reste mémorable de la vente est l’horloge pendulaire dans la sacristie de la cathédrale : c’est un prix qui n’a jamais été revendiqué.

## Achèvement
Le célèbre architecte irlandais néogothique James Joseph McCarthy (en) a été appelé pour achever le travail. Il propose un nouveau projet. Le plan original proposait une église en style gothique perpendiculaire. Cependant, depuis que le plan originel de Duff avait été adopté pour Armagh, une renaissance architecturale avait eu lieu et avait vu un retour de styles plus purs, dont le gothique perpendiculaire était vu comme une altération décadente. McCarthy proposa de continuer dans un style proche d’un édifice d’architecture gothique fleuri du XIVe siècle.

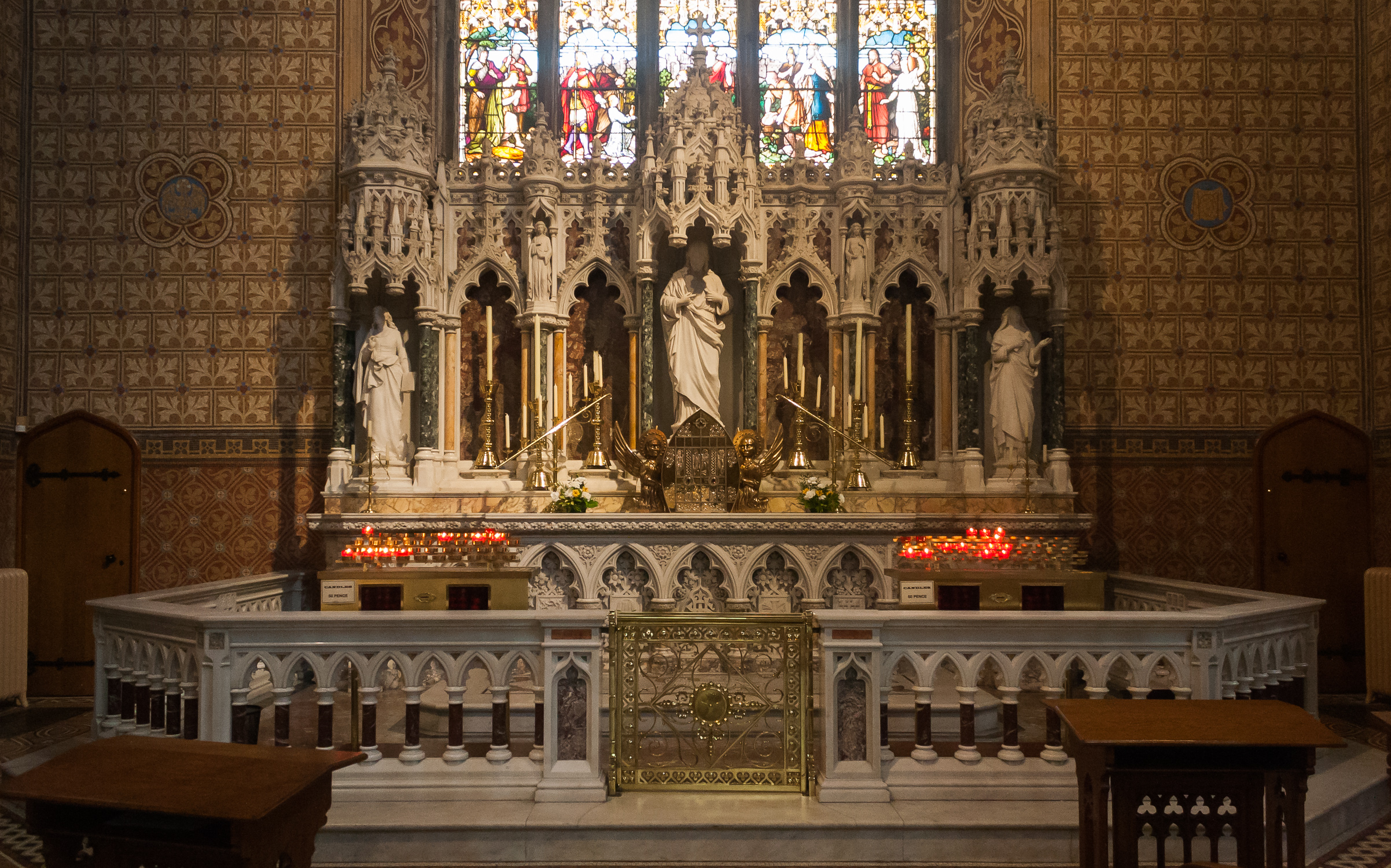
L'autel du Sacré-Cœur du transept est.

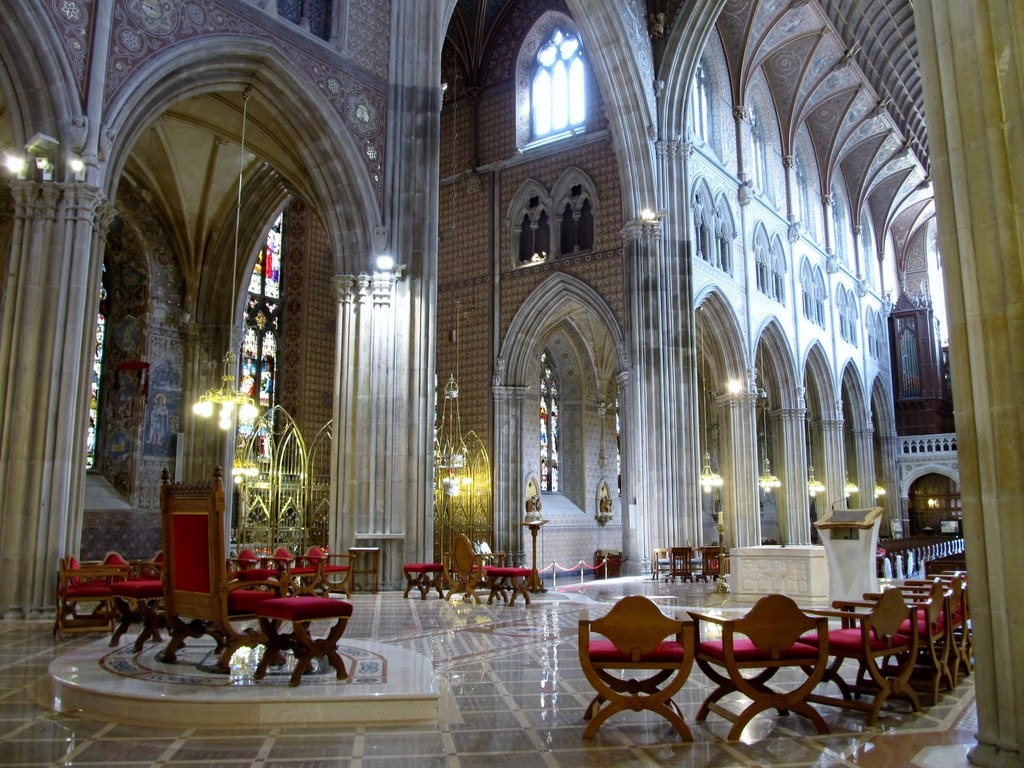
L'intérieur vu du chœur.

McCarthy avait attaqué le travail de Duff dans le magazine Irish Catholic Magazine en 1847, mais il a été obligé de travailler dessus, les murs ayant atteint la hauteur des vitraux dans les bas-côtés, mais sans les traceries. « Il a complètement changé le design de Duff en faisant fi des pinacles sur les contreforts, du parapet crénelé sur la nef et les bas-côtés, et en augmentant la hauteur sous plafond » (Sheehy[Qui ?]) ; il a également introduit des traceries fleuries et de nombreux détails sculptés. Maurice Craig[Qui ?] commente, « Caractéristiquement, il a modifié le style du perpendiculaire au fleuri, de manière que le spectateur doive supporter l’absurdité d’un travail « en style XIVe siècle » se tenant au-dessus d’un « style XVIe siècle » (excepté pour les traceries qu’il a harmonisé) ; mais en beaucoup de points, c’est un très bon bâtiment ». La cathédrale a été consacrée en 1873.
La sacristie, la salle du synode, la grande entrée, les portes et la loge du sacristain furent construites plus tardivement (selon Galloway[Qui ?], la sacristie et le portail en 1887, le reste entre 1894 et 1897), suivant le dessin de William Hague. C’est aussi lui qui « ébauche le jubé derrière le maître-autel, avant de mourir en mars 1899. Le travail est repris par M. McNamara de Dublin, à qui l’on doit donc le dessin final et la réalisation du jubé, mais aussi les entrelacs celtiques […] et les systèmes de ventilation et de chauffage ». D’autres travaux intérieurs sont effectués entre 1900 et 1905 par l’archevêque Logue, selon les plans de Ashlin & Coleman de Dublin. La cathédrale est à nouveau consacrée en 1903. Une grande partie de ce travail a été retiré.

## Rénovations
Les premières rénovations ont lieu dans les années 1980. Elles ont été justifiées à l'époque par : « le caractère sublime de l’intérieur a été perdu par l’introduction ultérieure d’écrans, des rails d’autel travaillés et du pupitre ». Ce que les architectes voulaient atteindre était « un retour au concept original JJ McCarthy's […] Ils ont recommandé une simplification de l’intérieur, ce qui donnerait une plus grande formalité à la cérémonie. »
Le sanctuaire d’origine d’Ashlin est entièrement modifié par l’évêque Liam McCormack. Disparaissent entre autres le pupitre de Beakey, le jubé, les stalles de McDorey, et l’orgue de 1875 de Telford, le maître-autel de Cesare Aureli, les deux autels latéraux et leurs retables respectifs, la chaire et les rails.
Ces modifications ont été critiquées ; les nouveaux aménagements apparaissent dès le début dépassés.[réf. nécessaire] « Ni la qualité des remplacements, ni l’habileté des artisans ne peuvent dissimuler l’aliénation totale par ce nouveau travail, de l’esprit et du sens qui ont été l’inspiration ecclésiologique et architecturale de McCarthy. Ceci précisé, ces intrusions modernes semblent dépassionnées et inadaptées. » (Ulster Architectural Heritage Society, 1992)[source insuffisante]
La cathédrale d’Armagh a été réorganisée à nouveau en 2002 – 2003, par le remplacement du tabernacle par la cathèdre. Les travaux de rénovation ont également comporté le rajouts d’éléments de laiton supprimés en 1980, formant une barrière en face du retable de la chapelle Notre-Dame de McCarthy, la pose d’un carrelage contemporain de couleur pastel dans le sanctuaire entier et l’ajout d'un nouveau tabernacle dans la chapelle du Sacré-Cœur — conçu par Ashlin et Coleman vers 1904. La salle du Synode de Hague a également été restaurée, avec une décoration au pochoir.

## Personnes enterrées
- William Conway
- John Francis D'Alton
- Tomás Ó Fiaich
- Michael Logue
- William Crolly (en)

## Source
- (en) Cet article est partiellement ou en totalité issu de l’article de Wikipédia en anglais intitulé « St Patrick's Cathedral, Armagh (Roman Catholic) » (voir la liste des auteurs).